# Brumation

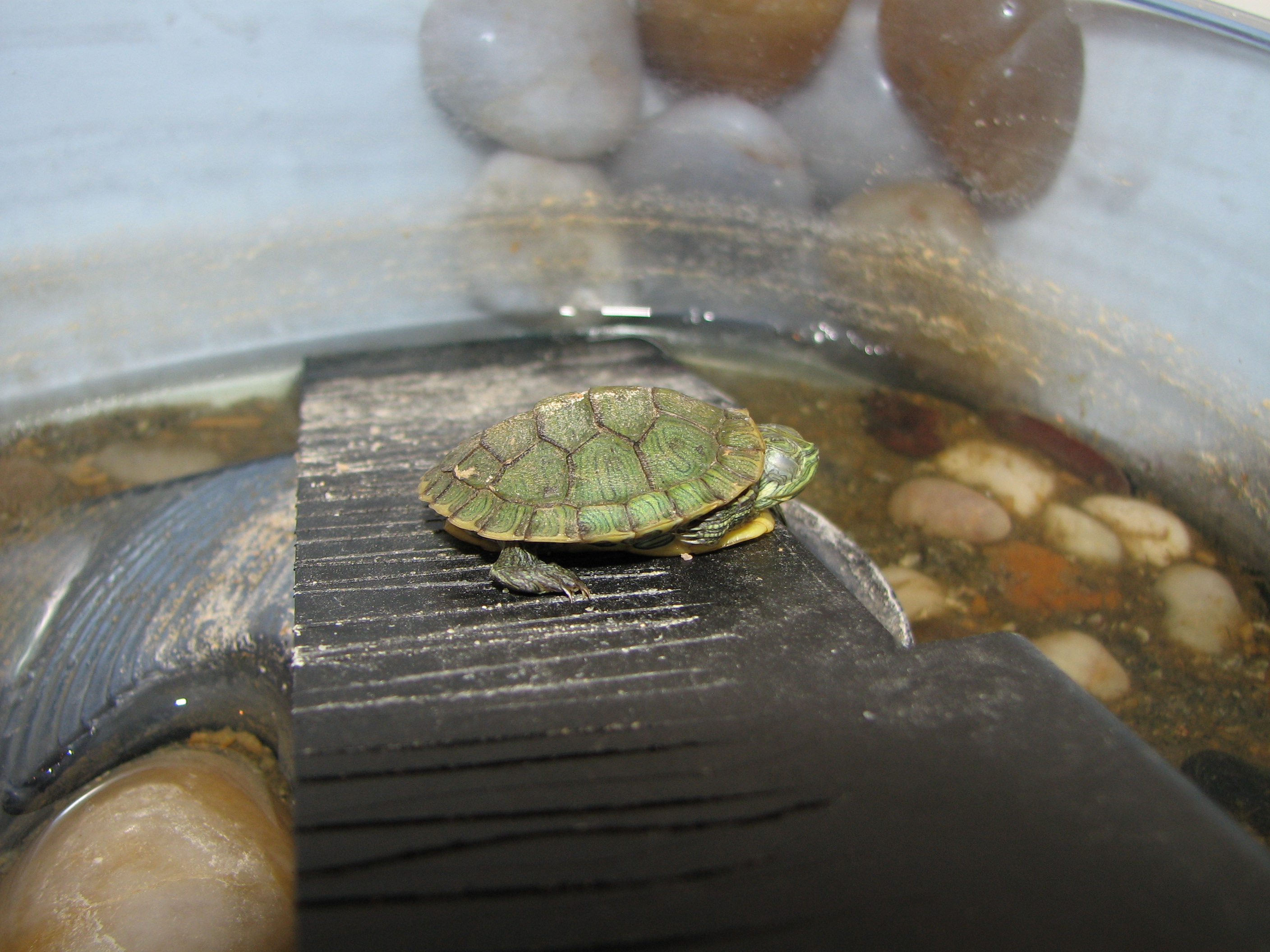
Une tortue en état de brumation

La brumation est un terme issu de l'anglais qui décrit la léthargie hivernale adoptée par certains animaux à sang froid comme les reptiles ou les amphibiens.
Il est quasiment confondu avec l'hibernation, terme qui ne concerne que les animaux à sang chaud qui peuvent réguler leur température et entrer en hypothermie régulée.
Le cas le plus spectaculaire est celui des alligators qui, en cas de vagues de grand froid, semblent geler en surface en ne laissant que leur museau émergé,.